# Victor Nelsson
Victor Enok Nelsson (Hornbæk, 14 ottobre 1998) è un calciatore danese, difensore o centrocampista del Galatasaray e della nazionale danese.

## Caratteristiche tecniche
Nato come mediano, viene utilizzato principalmente come difensore centrale. Aggressivo e tecnico, nonché utile in fase di impostazione, ha dichiarato di ispirarsi a Xabi Alonso.

## Carriera

### Club
Cresciuto nei settori giovanili di Hornbæk e Nordsjælland, il 14 ottobre 2016, dopo aver esordito in prima squadra, ha firmato il primo contratto professionistico, della durata di 4 anni.
Il 6 luglio 2019 viene ceduto al Copenaghen, firmando un contratto quinquiennale.
L'11 agosto 2021 viene ceduto al Galatasaray.
Il 3 febbraio 2025 viene acquistato dalla Roma in prestito con diritto di riscatto. Due giorni dopo esordisce con il nuovo club nella partita dei quarti di finale di Coppa Italia in casa del Milan, persa per 3-1, rilevando Mats Hummels al minuto 79. Il 9 febbraio esordisce anche in serie A nella partita in casa del Venezia, in cui subentra nella ripresa a Stephan El Shaarawy.

### Nazionale
Nel 2020 ha esordito nella nazionale danese; nel 2021 ha partecipato agli Europei Under-21.

## Statistiche

### Presenze e reti nei club
Statistiche aggiornate al 9 marzo 2025.
| Stagione            | Squadra             | Campionato          | Campionato | Campionato | Coppe nazionali | Coppe nazionali | Coppe nazionali | Coppe europee | Coppe europee | Coppe europee | Altre coppe | Altre coppe | Altre coppe | Totale | Totale |
| Stagione            | Squadra             | Comp                | Pres       | Reti       | Comp            | Pres            | Reti            | Comp          | Pres          | Reti          | Comp        | Pres        | Reti        | Pres   | Reti   |
| ------------------- | ------------------- | ------------------- | ---------- | ---------- | --------------- | --------------- | --------------- | ------------- | ------------- | ------------- | ----------- | ----------- | ----------- | ------ | ------ |
| 2016-2017           | Nordsjælland        | SL                  | 23         | 0          | CD              | 1               | 0               | -             | -             | -             | -           | -           | -           | 24     | 0      |
| 2017-2018           | Nordsjælland        | SL                  | 33         | 1          | CD              | 1               | 0               | -             | -             | -             | -           | -           | -           | 34     | 1      |
| 2018-2019           | Nordsjælland        | SL                  | 34         | 1          | CD              | 1               | 0               | UEL           | 5             | 0             | -           | -           | -           | 40     | 1      |
| Totale Nordsjælland | Totale Nordsjælland | Totale Nordsjælland | 90         | 2          |                 | 3               | 0               |               | 5             | 0             |             | -           | -           | 98     | 2      |
| 2019-2020           | Copenaghen          | SL                  | 34         | 0          | CD              | 3               | 0               | UCL+UEL       | 4+12          | 0+0           | -           | -           | -           | 53     | 0      |
| 2020-2021           | Copenaghen          | SL                  | 27         | 1          | CD              | 0               | 0               | UEL           | 3             | 0             | -           | -           | -           | 30     | 1      |
| ago. 2021           | Copenaghen          | SL                  | 2          | 0          | CD              | 0               | 0               | UECL          | 2             | 0             | -           | -           | -           | 4      | 0      |
| Totale Copenaghen   | Totale Copenaghen   | Totale Copenaghen   | 63         | 1          |                 | 3               | 0               |               | 21            | 0             |             | -           | -           | 87     | 1      |
| 2021-2022           | Galatasaray         | SL                  | 36         | 1          | TK              | 1               | 0               | UEL           | 8             | 0             | -           | -           | -           | 45     | 1      |
| 2022-2023           | Galatasaray         | SL                  | 33         | 0          | TK              | 2               | 1               | -             | -             | -             | -           | -           | -           | 35     | 1      |
| 2023-2024           | Galatasaray         | SL                  | 32         | 2          | TK              | 3               | 0               | UCL+UEL       | 9+1           | 0             | ST          | 1           | 0           | 46     | 2      |
| 2024-feb. 2025      | Galatasaray         | SL                  | 11         | 0          | TK              | 0               | 0               | UCL+UEL       | 2+4           | 0             | ST          | 1           | 0           | 18     | 0      |
| Totale Galatasaray  | Totale Galatasaray  | Totale Galatasaray  | 112        | 3          |                 | 6               | 1               |               | 24            | 0             |             | 2           | 0           | 144    | 4      |
| feb.-giu. 2025      | Roma                | A                   | 4          | 0          | CI              | 1               | 0               | UEL           | 0             | 0             | -           | -           | -           | 4      | 0      |
| Totale carriera     | Totale carriera     | Totale carriera     | 268        | 6          |                 | 13              | 1               |               | 50            | 0             |             | 2           | 0           | 333    | 7      |

### Cronologia presenze e reti in nazionale
| Cronologia completa delle presenze e delle reti in nazionale ― Danimarca | Cronologia completa delle presenze e delle reti in nazionale ― Danimarca | Cronologia completa delle presenze e delle reti in nazionale ― Danimarca | Cronologia completa delle presenze e delle reti in nazionale ― Danimarca | Cronologia completa delle presenze e delle reti in nazionale ― Danimarca | Cronologia completa delle presenze e delle reti in nazionale ― Danimarca | Cronologia completa delle presenze e delle reti in nazionale ― Danimarca | Cronologia completa delle presenze e delle reti in nazionale ― Danimarca |
| Data                                                                     | Città                                                                    | In casa                                                                  | Risultato                                                                | Ospiti                                                                   | Competizione                                                             | Reti                                                                     | Note                                                                     |
| ------------------------------------------------------------------------ | ------------------------------------------------------------------------ | ------------------------------------------------------------------------ | ------------------------------------------------------------------------ | ------------------------------------------------------------------------ | ------------------------------------------------------------------------ | ------------------------------------------------------------------------ | ------------------------------------------------------------------------ |
| 11-11-2020                                                               | Brøndby                                                                  | Danimarca                                                                | 2 – 0                                                                    | Svezia                                                                   | Amichevole                                                               | -                                                                        |                                                                          |
| 4-9-2021                                                                 | Tórshavn                                                                 | Fær Øer                                                                  | 0 – 1                                                                    | Danimarca                                                                | Qual. Mondiali 2022                                                      | -                                                                        |                                                                          |
| 26-3-2022                                                                | Amsterdam                                                                | Paesi Bassi                                                              | 4 – 2                                                                    | Danimarca                                                                | Amichevole                                                               | -                                                                        |                                                                          |
| 29-3-2022                                                                | Copenaghen                                                               | Danimarca                                                                | 3 – 0                                                                    | Serbia                                                                   | Amichevole                                                               | -                                                                        | 67’                                                                      |
| 3-6-2022                                                                 | Saint-Denis                                                              | Francia                                                                  | 1 – 2                                                                    | Danimarca                                                                | UEFA Nations League 2022-2023 - 1º turno                                 | -                                                                        | 73’                                                                      |
| 6-6-2022                                                                 | Vienna                                                                   | Austria                                                                  | 1 – 2                                                                    | Danimarca                                                                | UEFA Nations League 2022-2023 - 1º turno                                 | -                                                                        |                                                                          |
| 13-6-2022                                                                | Copenaghen                                                               | Danimarca                                                                | 2 – 0                                                                    | Austria                                                                  | UEFA Nations League 2022-2023 - 1º turno                                 | -                                                                        | 63’                                                                      |
| 26-11-2022                                                               | Doha                                                                     | Francia                                                                  | 2 – 1                                                                    | Danimarca                                                                | Mondiali 2022 - 1º turno                                                 | -                                                                        |                                                                          |
| 23-3-2023                                                                | Copenaghen                                                               | Danimarca                                                                | 3 – 1                                                                    | Finlandia                                                                | Qual. Euro 2024                                                          | -                                                                        | 18’                                                                      |
| 26-3-2023                                                                | Astana                                                                   | Kazakistan                                                               | 3 – 2                                                                    | Danimarca                                                                | Qual. Euro 2024                                                          | -                                                                        |                                                                          |
| 23-3-2024                                                                | Copenaghen                                                               | Danimarca                                                                | 0 – 0                                                                    | Svizzera                                                                 | Amichevole                                                               | -                                                                        | 83’                                                                      |
| 26-3-2024                                                                | Brøndbyvester                                                            | Danimarca                                                                | 2 – 0                                                                    | Fær Øer                                                                  | Amichevole                                                               | -                                                                        |                                                                          |
| 5-9-2024                                                                 | Copenaghen                                                               | Danimarca                                                                | 2 – 0                                                                    | Svizzera                                                                 | UEFA Nations League 2024-2025 - 1º turno                                 | -                                                                        | 81’                                                                      |
| 12-10-2024                                                               | Murcia                                                                   | Spagna                                                                   | 1 – 0                                                                    | Danimarca                                                                | UEFA Nations League 2024-2025 - 1º turno                                 | -                                                                        | 90+3’                                                                    |
| 15-10-2024                                                               | San Gallo                                                                | Svizzera                                                                 | 2 – 2                                                                    | Danimarca                                                                | UEFA Nations League 2024-2025 - 1º turno                                 | -                                                                        | 76’                                                                      |
| 18-11-2024                                                               | Leskovac                                                                 | Serbia                                                                   | 0 – 0                                                                    | Danimarca                                                                | UEFA Nations League 2024-2025 - 1º turno                                 | -                                                                        |                                                                          |
| Totale                                                                   |                                                                          | Presenze                                                                 | 16                                                                       |                                                                          | Reti                                                                     | 0                                                                        |                                                                          |

| Cronologia completa delle presenze e delle reti in nazionale ― Danimarca under 21 | Cronologia completa delle presenze e delle reti in nazionale ― Danimarca under 21 | Cronologia completa delle presenze e delle reti in nazionale ― Danimarca under 21 | Cronologia completa delle presenze e delle reti in nazionale ― Danimarca under 21 | Cronologia completa delle presenze e delle reti in nazionale ― Danimarca under 21 | Cronologia completa delle presenze e delle reti in nazionale ― Danimarca under 21 | Cronologia completa delle presenze e delle reti in nazionale ― Danimarca under 21 | Cronologia completa delle presenze e delle reti in nazionale ― Danimarca under 21 |
| Data                                                                              | Città                                                                             | In casa                                                                           | Risultato                                                                         | Ospiti                                                                            | Competizione                                                                      | Reti                                                                              | Note                                                                              |
| --------------------------------------------------------------------------------- | --------------------------------------------------------------------------------- | --------------------------------------------------------------------------------- | --------------------------------------------------------------------------------- | --------------------------------------------------------------------------------- | --------------------------------------------------------------------------------- | --------------------------------------------------------------------------------- | --------------------------------------------------------------------------------- |
| 31-8-2017                                                                         | Tórshavn                                                                          | Fær Øer under 21                                                                  | 0 – 3                                                                             | Danimarca under 21                                                                | Qual. Europeo Under-21 2019                                                       | -                                                                                 |                                                                                   |
| 5-9-2017                                                                          | Aalborg                                                                           | Danimarca under 21                                                                | 6 – 0                                                                             | Lituania under 21                                                                 | Qual. Europeo Under-21 2019                                                       | -                                                                                 |                                                                                   |
| 6-10-2017                                                                         | Aalborg                                                                           | Danimarca under 21                                                                | 5 – 2                                                                             | Georgia under 21                                                                  | Qual. Europeo Under-21 2019                                                       | -                                                                                 |                                                                                   |
| 10-10-2017                                                                        | Helsinki                                                                          | Finlandia under 21                                                                | 0 – 5                                                                             | Danimarca under 21                                                                | Qual. Europeo Under-21 2019                                                       | -                                                                                 |                                                                                   |
| 14-11-2017                                                                        | Gdynia                                                                            | Polonia under 21                                                                  | 3 – 1                                                                             | Danimarca under 21                                                                | Qual. Europeo Under-21 2019                                                       | -                                                                                 |                                                                                   |
| 22-3-2018                                                                         | Wiener Neustadt                                                                   | Austria under 21                                                                  | 0 – 5                                                                             | Danimarca under 21                                                                | Amichevole                                                                        | -                                                                                 | 68’                                                                               |
| 27-3-2018                                                                         | Gori                                                                              | Georgia under 21                                                                  | 2 – 2                                                                             | Danimarca under 21                                                                | Qual. Europeo Under-21 2019                                                       | -                                                                                 |                                                                                   |
| 7-9-2018                                                                          | Aalborg                                                                           | Danimarca under 21                                                                | 2 – 0                                                                             | Finlandia under 21                                                                | Qual. Europeo Under-21 2019                                                       | -                                                                                 |                                                                                   |
| 11-9-2018                                                                         | Gargždai                                                                          | Lituania under 21                                                                 | 0 – 2                                                                             | Danimarca under 21                                                                | Qual. Europeo Under-21 2019                                                       | -                                                                                 |                                                                                   |
| 12-10-2018                                                                        | Aalborg                                                                           | Danimarca under 21                                                                | 1 – 1                                                                             | Polonia under 21                                                                  | Qual. Europeo Under-21 2019                                                       | -                                                                                 | 42’                                                                               |
| 16-10-2018                                                                        | Aalborg                                                                           | Danimarca under 21                                                                | 3 – 1                                                                             | Fær Øer under 21                                                                  | Qual. Europeo Under-21 2019                                                       | -                                                                                 | 42’                                                                               |
| 14-11-2018                                                                        | Logroño                                                                           | Spagna under 21                                                                   | 4 – 1                                                                             | Danimarca under 21                                                                | Amichevole                                                                        | -                                                                                 | 60’                                                                               |
| 20-11-2018                                                                        | Esbjerg                                                                           | Danimarca under 21                                                                | 1 – 5                                                                             | Inghilterra under 21                                                              | Amichevole                                                                        | -                                                                                 | 64’                                                                               |
| 16-1-2019                                                                         | Valencia                                                                          | Messico under 21                                                                  | 0 – 1                                                                             | Danimarca under 21                                                                | Amichevole                                                                        | -                                                                                 | 46’                                                                               |
| 19-1-2019                                                                         | Valencia                                                                          | Messico under 21                                                                  | 2 – 1                                                                             | Danimarca under 21                                                                | Amichevole                                                                        | -                                                                                 | 58’                                                                               |
| 20-3-2019                                                                         | Slagelse                                                                          | Danimarca under 21                                                                | 3 – 2                                                                             | Belgio under 21                                                                   | Amichevole                                                                        | -                                                                                 | 46’                                                                               |
| 24-3-2019                                                                         | Brest                                                                             | Francia under 21                                                                  | 0 – 1                                                                             | Danimarca under 21                                                                | Amichevole                                                                        | -                                                                                 | 70’                                                                               |
| 12-6-2019                                                                         | Pola                                                                              | Croazia under 21                                                                  | 1 – 0                                                                             | Danimarca under 21                                                                | Amichevole                                                                        | -                                                                                 | 60’                                                                               |
| 17-6-2019                                                                         | Udine                                                                             | Germania under 21                                                                 | 3 – 1                                                                             | Danimarca under 21                                                                | Europeo Under-21 2019 - 1º turno                                                  | -                                                                                 |                                                                                   |
| 20-6-2019                                                                         | Udine                                                                             | Danimarca under 21                                                                | 3 – 1                                                                             | Austria under 21                                                                  | Europeo Under-21 2019 - 1º turno                                                  | -                                                                                 | 71’                                                                               |
| 23-6-2019                                                                         | Trieste                                                                           | Danimarca under 21                                                                | 2 – 0                                                                             | Serbia under 21                                                                   | Europeo Under-21 2019 - 1º turno                                                  | -                                                                                 |                                                                                   |
| 10-9-2019                                                                         | Aalborg                                                                           | Danimarca under 21                                                                | 2 – 1                                                                             | Romania under 21                                                                  | Qual. Europeo Under-21 2021                                                       | -                                                                                 |                                                                                   |
| 10-10-2019                                                                        | Aalborg                                                                           | Danimarca under 21                                                                | 2 – 1                                                                             | Irlanda del Nord under 21                                                         | Qual. Europeo Under-21 2021                                                       | -                                                                                 | Cap.                                                                              |
| 14-10-2019                                                                        | Pori                                                                              | Finlandia under 21                                                                | 0 – 1                                                                             | Danimarca under 21                                                                | Qual. Europeo Under-21 2021                                                       | -                                                                                 | Cap.                                                                              |
| 15-11-2019                                                                        | Leopoli                                                                           | Ucraina under 21                                                                  | 2 – 3                                                                             | Danimarca under 21                                                                | Qual. Europeo Under-21 2021                                                       | -                                                                                 | Cap.                                                                              |
| 19-11-2019                                                                        | Aalborg                                                                           | Danimarca under 21                                                                | 5 – 1                                                                             | Malta under 21                                                                    | Qual. Europeo Under-21 2021                                                       | 1                                                                                 | Cap. 77’                                                                          |
| 4-9-2020                                                                          | Aalborg                                                                           | Danimarca under 21                                                                | 1 – 1                                                                             | Ucraina under 21                                                                  | Qual. Europeo Under-21 2021                                                       | -                                                                                 | Cap.                                                                              |
| 8-9-2020                                                                          | Ballymena                                                                         | Irlanda del Nord under 21                                                         | 0 – 1                                                                             | Danimarca under 21                                                                | Qual. Europeo Under-21 2021                                                       | -                                                                                 | Cap.                                                                              |
| 9-10-2020                                                                         | Ta' Qali                                                                          | Malta under 21                                                                    | 1 – 3                                                                             | Danimarca under 21                                                                | Qual. Europeo Under-21 2021                                                       | -                                                                                 | Cap.                                                                              |
| 13-10-2020                                                                        | Aalborg                                                                           | Danimarca under 21                                                                | 2 – 1                                                                             | Finlandia under 21                                                                | Qual. Europeo Under-21 2021                                                       | -                                                                                 | Cap. 63’                                                                          |
| 17-11-2020                                                                        | Ploiești                                                                          | Romania under 21                                                                  | 1 – 1                                                                             | Danimarca under 21                                                                | Qual. Europeo Under-21 2021                                                       | -                                                                                 | Cap. 28’ 53’                                                                      |
| 25-3-2021                                                                         | Szombathely                                                                       | Francia under 21                                                                  | 0 – 1                                                                             | Danimarca under 21                                                                | Europeo Under-21 2021 - 1º turno                                                  | -                                                                                 | Cap.                                                                              |
| 28-3-2021                                                                         | Győr                                                                              | Islanda under 21                                                                  | 0 – 2                                                                             | Danimarca under 21                                                                | Europeo Under-21 2021 - 1º turno                                                  | -                                                                                 | Cap. 26’                                                                          |
| 31-3-2021                                                                         | Szombathely                                                                       | Danimarca under 21                                                                | 3 – 0                                                                             | Russia under 21                                                                   | Europeo Under-21 2021 - 1º turno                                                  | -                                                                                 | Cap. 61’                                                                          |
| 31-5-2021                                                                         | Székesfehérvár                                                                    | Danimarca under 21                                                                | 2 – 2 dts (5 – 6 dtr)                                                             | Germania under 21                                                                 | Europeo Under-21 2021 - Quarti di finale                                          | 1                                                                                 | 104’                                                                              |
| Totale                                                                            |                                                                                   | Presenze                                                                          | 35                                                                                |                                                                                   | Reti                                                                              | 2                                                                                 |                                                                                   |

## Palmarès

### Club

#### Competizioni nazionali
- Campionato turco: 2

Galatasaray: 2022-2023, 2023-2024
- Supercoppa di Turchia: 1

Galatasaray: 2023